# 角药落檐属
角药落檐属（学名：Phymatarum），也称作瘤蕊落檐属，是天南星科的一属。

## 下属物种
本属包括以下物种：
- 角药落檐 Phymatarum borneense M.Hotta